# Větrný Jeníkov
Větrný Jeníkov é uma comuna checa localizada na região de Vysočina, distrito de Jihlava.